# Bodsjön (Hällesjö socken, Jämtland)
Bodsjön är en sjö i Bräcke kommun i Jämtland och ingår i Ljungans huvudavrinningsområde. Sjön är 7,8 meter djup, har en yta på 0,792 kvadratkilometer och är belägen 267 meter över havet. Sjön avvattnas av vattendraget Ljungån.

## Delavrinningsområde
Bodsjön ingår i det delavrinningsområde (697439-152119) som SMHI kallar för Utloppet av Bodsjön. Medelhöjden är 295 meter över havet och ytan är 5,19 kvadratkilometer. Räknas de 59 avrinningsområdena uppströms in blir den ackumulerade arean 446,02 kvadratkilometer. Ljungån som avvattnar avrinningsområdet har biflödesordning 3, vilket innebär att vattnet flödar genom totalt 3 vattendrag innan det når havet efter 131 kilometer. Avrinningsområdet består mestadels av skog (57 procent). Avrinningsområdet har 0,99 kvadratkilometer vattenytor vilket ger det en sjöprocent på 19,1 procent.